# Vrenska Gorca
Vrenska Gorca je naselje v Občini Kozje.